# Rieden (Suíça)
Rieden foi uma comuna da Suíça, no Cantão São Galo, com cerca de 707 habitantes. Estendia-se por uma área de 11,42 km², de densidade populacional de 62 hab/km². Confinava com as seguintes comunas: Ebnat-Kappel, Gommiswald, Kaltbrunn.
A língua oficial nesta comuna era o Alemão.

## História
Em 1 de janeiro de 2013, passou a formar parte da comuna de Gommiswald.